# Jerónimo Xavierre

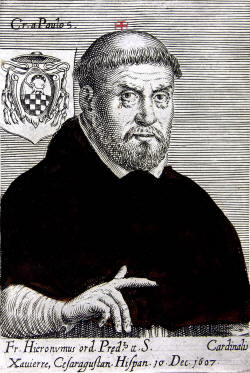
Jerónimo Xavierre

Jerónimo Xavierre OP (* 1546 in Saragossa; † 2. September 1608 in Valladolid) war ein spanischer Dominikaner und Kardinal.

## Leben
Er trat 1562 in den Orden der Dominikaner ein und wurde 1601 zum General seines Ordens ernannt. 1606 folgte die Berufung zum Beichtvater des spanischen Königs Philipp III. Am 10. Dezember 1607 wurde er auch auf Intervention des Duque de Lerma zum Kardinalpriester ernannt, er begab sich jedoch nie nach Rom, um den Kardinalshut und einen Titel entgegenzunehmen.